# Bonnœuvre
Bonnœuvre est une ancienne commune de l'Ouest de la France, située dans le département de la Loire-Atlantique, en région Pays de la Loire, devenue le 1er janvier 2018, une commune déléguée de la commune nouvelle de Vallons-de-l'Erdre.
Surplombant la vallée de l'Erdre, la commune a la particularité d'avoir eu, dans son histoire, pour seigneurs, des religieux. Le domaine des moines est une baronnie, les hommes d'église disposent des droits féodaux jusqu'à la Révolution. Après avoir connu un déclin démographique d'un siècle, Bonnœuvre enraye l'érosion vers les années 1960. Son économie est dominée par l'agriculture et l'élevage.
La commune fait partie de la Bretagne historique et du Pays nantais.

## Géographie

### Situation

Situation de la commune de Bonnœuvre dans le département de la Loire-Atlantique.

Bonnœuvre se situe à 18 km au nord d'Ancenis, à 42 km au nord-est de Nantes, à 51 km à l'ouest d'Angers et à 72 km au sud-est de Rennes. Les communes limitrophes de Bonnœuvre sont Saint-Mars-la-Jaille, Pannecé, Riaillé et Saint-Sulpice-des-Landes.
| Saint-Sulpice-des-Landes (Vallons-de-l'Erdre) | Saint-Mars-la-Jaille (Vallons-de-l'Erdre) | Saint-Mars-la-Jaille (Vallons-de-l'Erdre) |
| Riaillé                                       | Bonnœuvre                                 | Saint-Mars-la-Jaille (Vallons-de-l'Erdre) |
|                                               | Pannecé                                   | Maumusson (Vallons-de-l'Erdre)            |

### Relief
La commune est située à l'extrémité est du Massif armoricain, dans la zone Bretagne centrale.
Le sud et le nord-est de la commune sont relativement plat.
Au centre, dans un axe est-ouest, le territoire est creusé par la vallée de l'Erdre.
Au nord-ouest, la partie du territoire couverte par la forêt de Saint-Mars-la-Jaille est légèrement vallonnée.

### Hydrographie

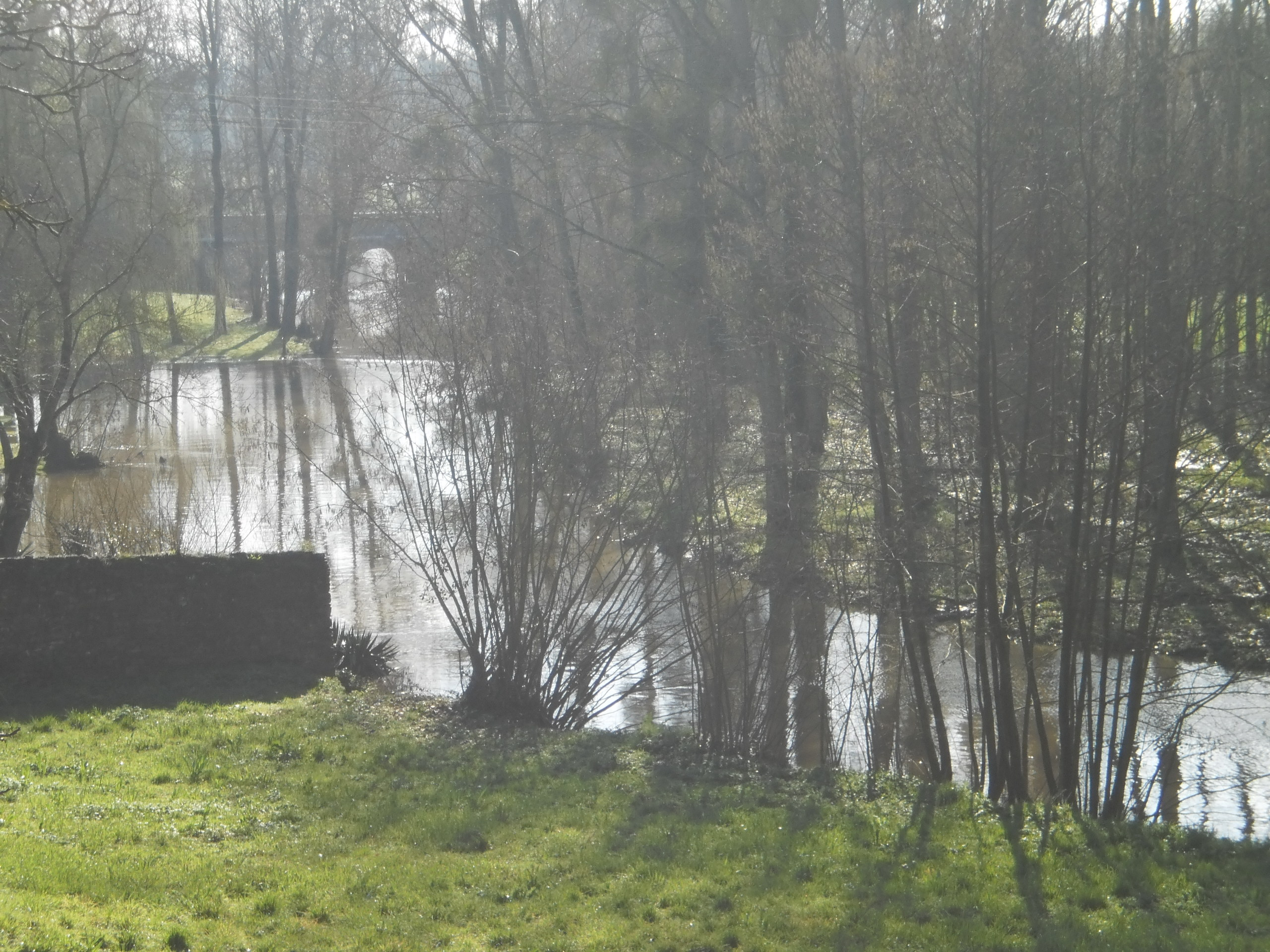
Vallée de l'Erdre en contrebas du bourg de Bonnœuvre.

La commune est traversée par l'Erdre, qui coule d'est en ouest et qui traverse le bourg. Le ruisseau des grandes fontaines, à la limite avec la commune de Saint-Mars-la-Jaille, coule du nord au sud et se jette dans l'Erdre. Le hameau du Coudray au sud de la commune est traversé par le ruisseau de l'étang du Vau. Les dépressions de la partie bonnœuvrienne de la forêt de Saint-Mars-la-Jaille sont occupées par des étangs.

### Climat
Avec sa façade océanique orientée vers l'ouest et un relief peu accentué, le climat de la Loire-Atlantique est de type tempéré océanique avec des hivers doux (5 °C en moyenne) et des étés faiblement chauds (18 °C en moyenne).
Les précipitations sont fréquentes (surtout en hiver et au printemps) mais rarement violentes. Les données concernant le climat de Bonnœuvre qui suivent sont extraites d'une source se basant le site de relevé des données météorologiques aux coordonnées 47°09'N - 1°37'O, ce qui correspond à la position de l'Aéroport Nantes-Atlantique situé sur la commune de Bouguenais.
| Mois                              | jan. | fév. | mars | avril | mai  | juin | jui. | août | sep. | oct. | nov. | déc. | année |
| --------------------------------- | ---- | ---- | ---- | ----- | ---- | ---- | ---- | ---- | ---- | ---- | ---- | ---- | ----- |
| Température minimale moyenne (°C) | 2,4  | 2,8  | 4    | 5,9   | 9    | 11,9 | 13,9 | 13,5 | 11,8 | 8,9  | 5,1  | 3    | 7,7   |
| Température moyenne (°C)          | 5,4  | 6,2  | 8,1  | 10,4  | 13,6 | 16,9 | 19,1 | 18,7 | 16,8 | 13,1 | 8,6  | 6    | 11,9  |
| Température maximale moyenne (°C) | 8,4  | 9,6  | 12,2 | 14,9  | 18,2 | 21,9 | 24,4 | 24   | 21,8 | 17,3 | 12   | 9    | 16,1  |
| Ensoleillement (h)                | 72   | 99   | 148  | 187   | 211  | 239  | 267  | 239  | 191  | 140  | 91   | 70   | 1 956 |
| Précipitations (mm)               | 86,6 | 70,2 | 69,1 | 49,9  | 64,1 | 45   | 46,4 | 44,8 | 62,2 | 79,2 | 86,9 | 84,1 | 788,5 |

## Toponymie
Le nom de la localité est attesté sous les formes Banouvrium en 1073, Banovrium en 1186, Bono Opere en 1330.
Bonnœuvre vient du gaulois Banno-Briga, « Place forte de Banna », de Banna, nom propre, et de briga, « place forte ». Le nom de la commune est Banvre en breton, cependant le breton n'y a jamais été parlé, et l'on y a parlé le gallo, puis le français. Le nom de la ville est souvent présenté avec la graphie Bonnoeuvre, mais le code officiel géographique donne Bonnœuvre.
Bonnœuvre possède un nom en gallo, la langue d'oïl locale, écrit Bonoevr selon l'écriture ELG ou Bon·neuvr selon l'écriture MOGA. En gallo, le nom de la commune se prononce [bɔ̃.nɶv],.
Plutôt que le nom d'homme gaulois Banna, Xavier Delamarre émet l'hypothèse du celtique banna, « pointe, corne », d'où le sens de « forteresse de la pointe » donné à *banno-briga, d'où est issu Banovrium (1186) puis Bonnœuvre.

## Histoire
Bonnœuvre est dans la zone de peuplement celte et, comme toute la région, est passée sous domination gallo-romaine.
À partir du IXe siècle, le territoire fait partie du royaume puis duché de Bretagne, avant que celui-ci ne soit uni à la France en 1532.
La première mention écrite conservée concernant Bonnœuvre date de 1013. Un prieuré baptisé Saint-Martin-de-Bonnœuvre est mentionné comme appartenant à l'abbaye de Saint-Florent-le-Vieil. En 1073, cette propriété est confirmée par Quiriac, évêque de Nantes. Lorsque le dernier moine meurt en 1742, ce sont des prêtres qui prennent le relais ; ils portent le titre de prieur-baron. En effet le domaine, lié au prieuré, est une baronnie. Les détenteurs du lieu ont donc droit de moyenne et basse justice, bénéficient de rentes féodales, disposent d'une garenne et d'un pigeonnier. C'est donc l'administration cléricale qui gère la paroisse de Bonnœuvre.
Une bataille oppose, à Bonnœuvre, les Chouans aux Républicains, en 1794, lors de la Révolution. Les Royalistes, retranchés dans le bois de la Renardière, subissent l'assaut de 2 000 soldats mais ne subissent que peu de pertes, alors que leurs ennemis perdent une centaine d'hommes.

## Politique et administration
Bonnœuvre est située dans le canton de Saint-Mars-la-Jaille, arrondissement de Châteaubriant-Ancenis, dans le département de la Loire-Atlantique (région Pays de la Loire).
Comme pour toutes les communes françaises comptant entre 500 et 1 500 habitants, le conseil municipal est constitué de quinze membres, en 2011.

### Liste des maires
| Période                                  | Période  | Identité          | Étiquette     | Qualité                         |
| ---------------------------------------- | -------- | ----------------- | ------------- | ------------------------------- |
| mars 2001                                | En cours | Jean-Yves Ploteau | Divers gauche | agriculteur, conseiller général |
| Les données manquantes sont à compléter. |          |                   |               |                                 |

### Intercommunalité
Bonnœuvre était membre de la communauté de communes du pays d'Ancenis constituée, jusqu'au 1er janvier 2016, de vingt-neuf communes regroupées autour d'Ancenis. La commune est depuis représentée au conseil communautaire des 20 communes du pays d'Ancenis par un seul élu de la commune nouvelle de Vallons-de-l'Erdre.

## Démographie
Selon le classement établi par l'Insee, Bonnœuvre est une commune multi polarisée. Elle fait partie de la zone d'emploi d'Ancenis et du bassin de vie de Saint-Mars-la-Jaille. Elle n'est intégrée dans aucune unité urbaine. Toujours selon l'Insee, en 2010, la répartition de la population sur le territoire de la commune était considérée comme « peu dense » : 80 % des habitants résidaient dans des zones « peu denses » et 20 % dans des zones « très peu denses ».

### Évolution démographique
L'évolution du nombre d'habitants est connue à travers les recensements de la population effectués dans la commune depuis 1793. Pour les communes de moins de 10 000 habitants, une enquête de recensement portant sur toute la population est réalisée tous les cinq ans, les populations de référence des années intermédiaires étant quant à elles estimées par interpolation ou extrapolation. Pour la commune, le premier recensement exhaustif entrant dans le cadre du nouveau dispositif a été réalisé en 2006.

En 2016, la commune comptait 1 463 habitants, en évolution de +160,78 % par rapport à 2010 (Loire-Atlantique : +6,68 %, France hors Mayotte : +2,11 %).
| 1793 | 1800 | 1806 | 1821 | 1831 | 1836 | 1841 | 1846 | 1851 |
| ---- | ---- | ---- | ---- | ---- | ---- | ---- | ---- | ---- |
| 485  | 482  | 532  | 640  | 780  | 759  | 803  | 795  | 854  |

| 1856 | 1861 | 1866 | 1872 | 1876 | 1881  | 1886 | 1891 | 1896 |
| ---- | ---- | ---- | ---- | ---- | ----- | ---- | ---- | ---- |
| 874  | 892  | 910  | 934  | 947  | 1 010 | 933  | 898  | 858  |

| 1901 | 1906 | 1911 | 1921 | 1926 | 1931 | 1936 | 1946 | 1954 |
| ---- | ---- | ---- | ---- | ---- | ---- | ---- | ---- | ---- |
| 826  | 801  | 785  | 683  | 663  | 672  | 635  | 555  | 513  |

| 1962 | 1968 | 1975 | 1982 | 1990 | 1999 | 2006 | 2011 | 2016  |
| ---- | ---- | ---- | ---- | ---- | ---- | ---- | ---- | ----- |
| 575  | 566  | 524  | 521  | 532  | 505  | 554  | 562  | 1 463 |

### Pyramide des âges
Les données suivantes concernent l'année 2013.
La population de la commune est relativement jeune. Le taux de personnes d'un âge supérieur à 60 ans (21,9 %) est en effet inférieur au taux national (22,6 %) et au taux départemental (22,5 %),,.
À l'instar des répartitions nationale et départementale, la population féminine de la commune est supérieure à la population masculine. Le taux (51,6 %) est du même ordre de grandeur que le taux national (51,6 %),,.
| Hommes | Classe d’âge | Femmes |
| ------ | ------------ | ------ |
| 0,0    | 90 ans ou +  | 0,3    |
| 7,4    | 75 à 89 ans  | 10,3   |
| 12,9   | 60 à 74 ans  | 12,8   |
| 28,7   | 45 à 59 ans  | 20,7   |
| 17,6   | 30 à 44 ans  | 19,7   |
| 12,9   | 15 à 29 ans  | 14,5   |
| 20,6   | 0 à 14 ans   | 21,7   |

| Hommes | Classe d’âge | Femmes |
| ------ | ------------ | ------ |
| 0,4    | 90 ans ou +  | 1,3    |
| 5,8    | 75 à 89 ans  | 9,1    |
| 13,5   | 60 à 74 ans  | 14,6   |
| 19,6   | 45 à 59 ans  | 19,2   |
| 20,8   | 30 à 44 ans  | 19,6   |
| 19,4   | 15 à 29 ans  | 17,7   |
| 20,5   | 0 à 14 ans   | 18,5   |

## Économie
Au 1er janvier 2009, l'Insee recense 25 entreprises sur la commune, dont une dans l'industrie, trois dans la construction, onze dans le commerce, les transports et les services divers et cinq dans le secteur administratif et de l'éducation. Selon la même source, il y a, cette année-là, 40 emplois salariés à Bonnœuvre.
L'agriculture est un domaine important de l'activité économique bonnœuvrienne. La superficie totale des exploitations est passée de 1 438 ha, en 1988, à 1 365 ha, en 2000, le nombre d'exploitations passant de 46 à 26 dans cette période. Le nombre d'exploitations pratiquant l'élevage bovin passe de 31 à 19 entre 1988 et 2000, pour un nombre de têtes équivalent (1 323 en 2000). Par contre, l'élevage de la volaille progresse : alors que 27 élevages disposent de 27 529 bêtes en 1988, les 6 existantes en 2000 en comptent 89 638.

## Équipements et services

### Santé
Il n'y a pas de médecin ni d'infirmier à Bonnœuvre ; les plus proches sont situés à Saint-Mars-la-Jaille. Un centre hospitalier est installé à Ancenis.

### Enseignement
Bonnœuvre dépend de l'académie de Nantes.
Il n'y a pas d'école publique dans la commune. L'école privée Sainte-Marie fait partie du réseau de l'enseignement catholique.
Le collège le plus proche se trouve à Saint-Mars-la-Jaille, et les lycées se situent à Ancenis,,,,,.

## Patrimoine

### Lieux et monuments

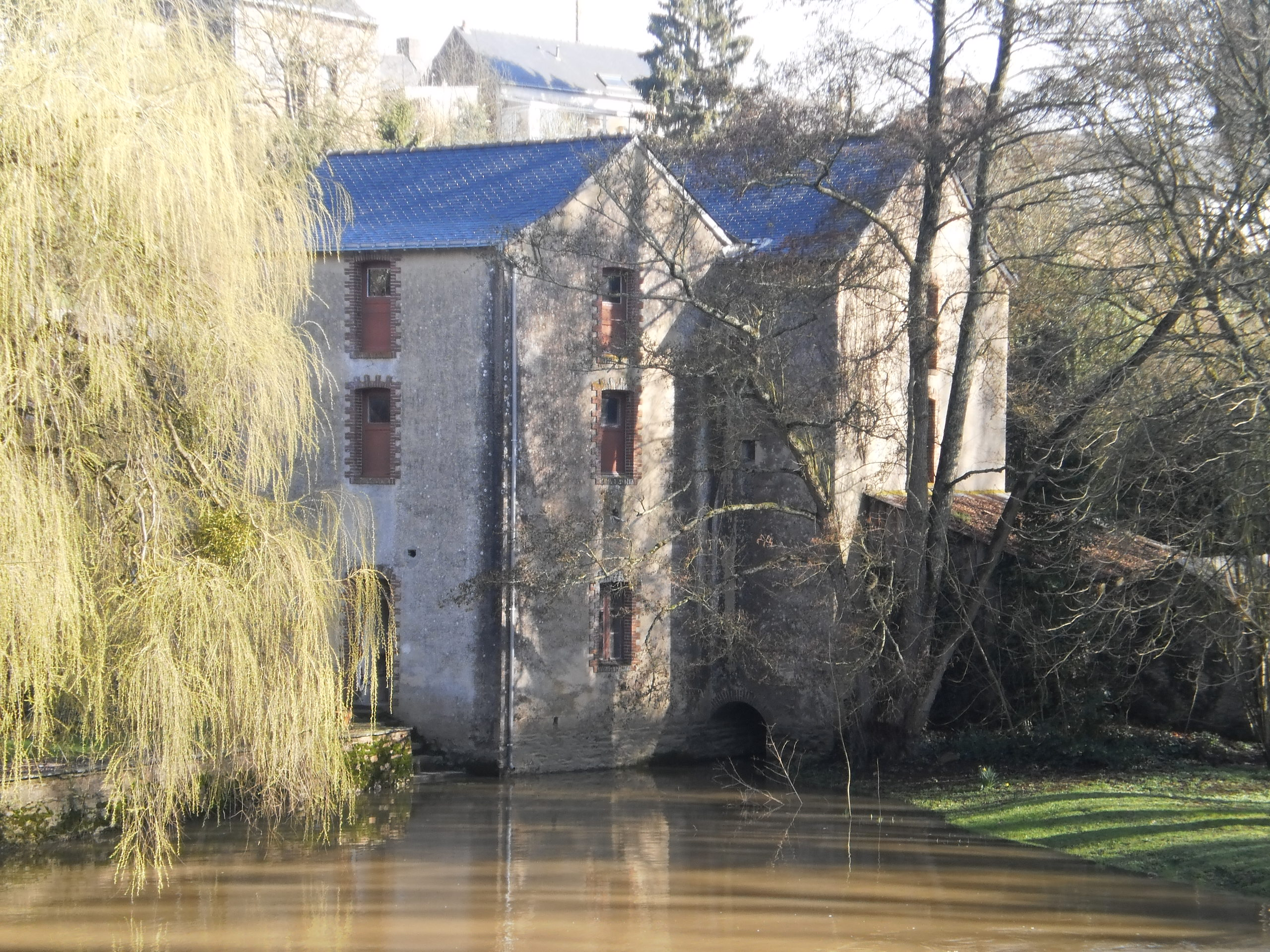
Moulin à eau sur l'Erdre.

Les fondations du prieuré datent du XIIe et XVe siècles. En 1668, un nouveau bâtiment est construit, qui est rénové et rehaussé en 1890. C'est un édifice en forme de L, à ouvertures étroites. Son pigeonnier, privilège aristocratique dénotant le rôle seigneurial des moines locaux de l'époque, surplombe l'Erdre. Un blason de cuivre, datant de la période autour de l'année 1753 est conservé.
Le manoir de La Chèze est construit au XVe siècle. Il dispose alors d'une tourelle et d'une cour fermée. Le bâtiment est rénové au XVIIIe siècle ; la tourelle est démolie à cette occasion.
Sur l'Erdre sont bâtis :
- un pont de pierres et baux[Note 3], en 1748, ouvrage asymétrique, une des arches étant séparée des trois autres ;
- un moulin à eau, en 1820, alors situé près d'un étang servant de réserve de pêche.

L'église Saint-Martin, de 1863, est bâtie en pierres et tuffeau.
Le monument aux morts de la Première Guerre mondiale est coiffé de la statue d'un poilu. Le modèle est Henri de La Ferronnays (1876-1946), officier durant la guerre, maire de Saint-Mars-la-Jaille, député, président du conseil général de la Loire-Inférieure.

### Héraldique
| Armes de Bonnœuvre | D'azur à trois croissants d'or couchés. Blason adopté par le Conseil de Fabrique en 1753. |

### Devise
La devise de Bonnœuvre, Auxilium Meum A Domino (« Mon secours vient du Seigneur »), est tirée d'un passage de la Bible (Psaumes 121:2).